# Pedro López Lagar
Pedro López Lagar (Madrid, 18 de junio de 1899-Buenos Aires, 21 de agosto de 1977) fue un actor español nacionalizado argentino.

## Biografía y carrera
Nació en Madrid, donde dio sus primeros pasos como actor. López Lagar formó parte de la compañía de Margarita Xirgu cuando arribó por primera vez a Buenos Aires, en mayo de 1937, representando Doña Rosita la soltera, de Federico García Lorca, en el Teatro Odeón.
Al poco tiempo, López Lagar defraudado por no haber interpretado Hamlet, se desvincula de la compañía de Margarita Xirgu.
Como actor de teatro tuvo mucho éxito, interpretando autores de todo tipo, desde Arthur Miller y Friedrich Dürrenmatt hasta Alejandro Casona y Calderón de la Barca. Trabajó en los principales teatros argentinos de su época. Dirigió varias obras teatrales. También fue un popular actor de radioteatros.
López Lagar empezó a trabajar en cine en 1938, en la película Bodas de sangre. En 1941, el director Luis Saslavsky tuvo que pelear con los productores de Argentina Sono Film para imponerlo en su segundo rol cinematográfico, Historia de una noche filme de gran éxito entre el  público y la  crítica.
A partir de este filme trabajó casi ininterrumpidamente en el cine argentino, hasta su partida a México en 1951. En total, trabajó en más de 25 films, su carrera alcanzó su zenit con Albéniz y A sangre fría. Obtuvo el premio Cóndor de Plata al mejor actor en 1947 y 1948 por sus papeles en las películas Celos y Albéniz. 
Actuó en papeles principales con actrices de renombre como Mecha Ortiz, Tita Merello, Amelia Bence, Dolores del Río, Silvia Pinal, Mirtha Legrand, Delia Garcés, Zully Moreno y Sabina Olmos.
Se casó en 1922 con la actriz Luisa Rodrigo. Luego se casó con la también actriz Alicia Paz. Su hermana fue la actriz española Carmen López Lagar.

## Filmografía[1]
- Pesadilla (1963)
- La Tirana (1958)
- El vendedor de muñecas (1955)
- El Gran Autor (1954)
- El niño y la niebla (1953)
- Suburbio (1951)
- Marihuana (1950)
- La barca sin pescador (1950)
- Tierra del Fuego (1948)
- La Secta del trébol (1948)
- El hombre que amé (1947)
- Albéniz (1947)
- A sangre fría (1947)
- Celos (1946)
- Camino del infierno (1946)
- Dos ángeles y un pecador (1945)
- María Celeste (1945)
- Apasionadamente (1944)
- La verdadera victoria (1944)

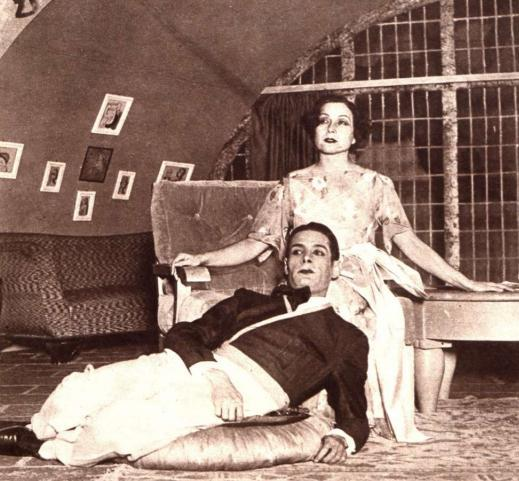
Pedro López Lagar y Margarita Xirgu en una imagen publicada en la revista Crónica del estreno en 1934 de La sirena varada, de Alejandro Casona, en el Teatro Español de Madrid.

- Los ojos más lindos del mundo (1943)
- Son cartas de amor (1943)
- Ceniza al viento (1942)
- Incertidumbre (1942)
- Concierto de almas (1942)
- El tercer beso (1942)
- Último refugio (1941)
- Veinte años y una noche (1941)
- Historia de una noche (1941)
- Bodas de sangre (1938)